# 2014年利比亚移民海难
2014年利比亚移民海难发生在2014年9月15日，一艘船在利比亚海岸沉没，船上有250名难民。据信有200多人溺亡。36人获救并被送往医院。